# Gneus
Gneus – miejscowość i gmina w Niemczech, w kraju związkowym Turyngia, w powiecie Saale-Holzland, wchodzi w skład wspólnoty administracyjnej Hügelland/Täler.